# Fußball-Weltmeisterschaft 1934/Belgien
Dieser Artikel behandelt die belgische Nationalmannschaft bei der Fußball-Weltmeisterschaft 1934.

## Qualifikation
In der Qualifikationsrunde musste die belgische Mannschaft in Gruppe 7 gegen die Niederlande und Irland antreten. Nachdem sie am 25. Februar 1934 auswärts in Dublin mit 4:4 ein Unentschieden gegen Irland herausgespielt hatte, gab es am 28. April 1934 in Antwerpen gegen die Niederlande eine 2:4-Heimniederlage. Bei beiden Spielen kam es zu Regelverstößen seitens der Belgier, da beide Male verletzte Spieler ausgewechselt wurden, ohne dass die offiziellen Spielregeln eine solche Auswechselung vorgesehen hätten. Eine Annullierung der Ergebnisse blieb jedoch aus.
Da Irland zuvor ebenfalls gegen die Niederlande mit 2:5 verloren hatte, blieben beide Mannschaften bei nur einem Punkt in der Gruppe, und die Tordifferenz entschied. Belgien hatte bei seiner Niederlage gegen die Niederlande ein Tor weniger kassiert und qualifizierte sich wegen dieses kleinen Unterschieds glücklich vor Irland für die Endrunde der Weltmeisterschaft.
| Pl. | Team        | Sp. | S | U | N | Tore | Pkt. |
| --- | ----------- | --- | - | - | - | ---- | ---- |
| 1   | Niederlande | 2   | 2 | 0 | 0 | 9:4  | 4    |
| 2   | Belgien     | 2   | 0 | 1 | 1 | 6:8  | 1    |
| 3   | Irland      | 2   | 0 | 1 | 1 | 6:9  | 1    |

Spielergebnisse
| 25.02.1934 | Dublin Dalymount Park   | Irland  | – | Belgien     | 4:4 (1:2) | Tore: 0:1 Jean Capelle (13.), 0:2 Stanley Van den Eynde (25.), 1:2, 2:3, 3:3, 4:4 Paddy Moore (27., 48., 59., 75.), 1:3, 3:4 François Van den Eynde (47., 62.) |
| 28.04.1934 | Antwerpen Bosuilstadion | Belgien | – | Niederlande | 2:4 (0:0) | Tore: 1:0 Laurent Grimmonprez (51.), 1:1 Kick Smit (60.), 1:2, 2:4 Beb Bakhuys (62., 84.), 1:3 Leen Vente (64.), 2:3 Bernard Voorhoof (71.)                    |

## Belgisches Aufgebot
| Name                 | Verein                                  | Geburtstag    | Spiele   | 0Tore0   | Platzverw. |
| Torhüter             | Torhüter                                | Torhüter      | Torhüter | Torhüter | Torhüter   |
| -------------------- | --------------------------------------- | ------------- | -------- | -------- | ---------- |
| Arnold Badjou        | Daring Club de Bruxelles Société Royale | 25. Juni 1909 | 0        | 0        | 0          |
| André Vandeweyer     | Royale Union Saint-Gilloise             | 22. Juni 1909 | 1        | 0        | 0          |
| Abwehr               |                                         |               |          |          |            |
| Albert Heremans      | Daring Club de Bruxelles Société Royale | 13. Apr. 1906 | 1        | 0        | 0          |
| Constant Joacim      | Royal Berchem Sport                     | 3. März 1908  | 1        | 0        | 0          |
| Jules Pappaert       | Royale Union Saint-Gilloise             | 5. Nov. 1905  | 0        | 0        | 0          |
| Philibert Smellinckx | Royale Union Saint-Gilloise             | 17. Jan. 1911 | 1        | 0        | 0          |
| Joseph Van Ingelgem  | Daring Club de Bruxelles Société Royale | 23. Jan. 1912 | 0        | 0        | 0          |
| Félix Welkenhuysen   | Royale Union Saint-Gilloise             | 12. Dez. 1908 | 1        | 0        | 0          |
| Mittelfeld           |                                         |               |          |          |            |
| Désiré Bourgeois     | RFC Mechelen                            | 13. Dez. 1908 | 0        | 0        | 0          |
| Jean Claessens       | Royale Union Saint-Gilloise             | 18. Juni 1908 | 1        | 0        | 0          |
| Laurent Grimmonprez  | Royal Racing Club de Gand               | 14. Dez. 1902 | 1        | 0        | 0          |
| August Hellemans     | RFC Mechelen                            | 21. Juni 1907 | 0        | 0        | 0          |
| Frans Peeraer        | Royal Antwerpen                         | 15. Feb. 1913 | 1        | 0        | 0          |
| Victor Putmans       | Union Hutoise FC                        | 29. Mai 1914  | 0        | 0        | 0          |
| Charles Simons       | Royal Antwerpen                         | 27. Okt. 1906 | 0        | 0        | 0          |
| Angriff              |                                         |               |          |          |            |
| Jean Brichaut        | Standard Lüttich                        | 29. Juli 1911 | 0        | 0        | 0          |
| Jean Capelle         | Standard Lüttich                        | 26. Okt. 1913 | 1        | 0        | 0          |
| François De Vries    | Royal Antwerpen                         | 21. Aug. 1913 | 1        | 0        | 0          |
| Robert Lamoot        | Daring Club de Bruxelles Société Royale | 18. März 1911 | 0        | 0        | 0          |
| René Ledent          | Standard Lüttich                        | 8. Nov. 1907  | 0        | 0        | 0          |
| Louis Versyp         | FC Brügge                               | 5. Dez. 1908  | 0        | 0        | 0          |
| Bernard Voorhoof     | Koninklijke Lierse SK                   | 10. Mai 1910  | 1        | 2        | 0          |
| Trainer              |                                         |               |          |          |            |
| Hector Goetinck      |                                         | 5. März 1887  |          |          |            |

## Spielergebnisse

### Achtelfinale
|                                           |   |         |           |
| So., 27. Mai 1934 um 16:30 Uhr in Florenz |   |         |           |
| Deutschland                               | – | Belgien | 5:2 (1:2) |

Im Achtelfinale, der ersten Runde, traf die belgische Mannschaft im Stadio Giovanni Berta von Florenz auf Deutschland. Aufgrund einer erst sieben Monate zurückliegenden 1:8-Niederlage wurden ihr allenfalls Außenseiterchancen eingeräumt.
Den Belgiern gelang es jedoch, bis zur Halbzeitpause mit 2:1 in Führung zu gehen. Die beiden Tore erzielte Bernard Voorhof in der 32. und in der 45. Minute nach dem deutschen Führungstreffer in der 27. Minute durch Stanislaus Kobierski. Vier deutsche Gegentreffer in der zweiten Halbzeit, der Ausgleich durch den deutschen Stürmer Otto Siffling in der 47. Minute und drei Folgetreffer durch den deutschen Mittelstürmer Edmund Conen in der 67., 70. und 87. Minute, führten jedoch zum Endstand von 2:5, der für die Mannschaft zum zweiten Mal nach 1930 das WM-Aus in der ersten Runde bedeutete.